# Julia Lesage
Julia Lesage Vita es una profesora universitaria e investigadora sobre estudios de cine y documentalista experimental  estadounidense. En 1974 fue cofundadora de la revista Jump Cut una revista pionera en el análisis de los medios de comunicación de la que continúa siendo editora. En la actualidad es profesora emérita de la Universidad de Oregón. 

## Trayectoria
Se licenció en la Universidad Cornell (1960) y se especializó en Literatura comparada en la Universidad de Indiana Bloomington centrando su investigación en el cine con su tesis The Films of Jean Luc Godard and Their Use of Brechtian Dramatic Theory (1976).
Entre 1967 y 1969 fue profesora de lenguas extranjeras en la Pontificia Universidad Católica del Perú y estudió cine con el director peruano Armando Robles Godoy (1967-1969) desarrollando su especialidad en medios de comunicación y cine, temática de la que fue profesora visitante en diversas universidades.
En junio de 1973 participó junto a Maureen Turim en un seminario sobre crítica de cine feminista en Midwest Women's Film Conference en Madison. El mismo año empezó a colaborar con la revista Women & Film reflexionando sobre el cine feminista. Un año después, en 1974, fue cofundadora y coeditora junto a John Hess y su esposo Chuck Kleinhans (Universidad del Noroeste) de la revista Jump Cut: A Review of Contemporary Media pionera en el análisis de los medios de comunicación de la que en 2021 continúa siendo editora.
En la década de los 80 viaja varias veces a Nicaragua y realiza talleres en la Central Sandinista de Trabajadores: Taller de Cine Super 8 (1981) y Talleres de Video en l984 y 1987. Realiza entonces una colección de vídeos que documentan entre otros momentos la revolución sandinista. Destacan Las Nicas (1982 en inglés y 1987 en español) sobre la situación de las mujeres.
En 1985 fue profesora visitante del programa de Estudios de la Mujer y Cine de la Universidad de Rochester, en Nueva York. Un año después fue profesora visitante de la Universidad de Oregón, centro académico que le acogió de manera estable desde 1992 como profesora asociada.
En la actualidad es profesora emérita de dicha universidad y continúa siendo editora de  Jump Cut: A Review of Contemporary Media

## Cine feminista
Lesage en 1974 se autodefine como feminista socialista y en su texto Feminist Film Criticism: Theory and Practice publicado en la revista Women & Film explica que muchos de sus textos reflejan su propia experiencia escribiendo para la prensa, dando clases de teoría y estética cinematográfica y su trabajo con un grupo cineasta feminista.
Lesage cita Janine (1990) 10' de Cheryl Dunye que narra la historia de la relación de una lesbiana negra con una chica blanca de secundaria de clase media alta, como ejemplo de un tipo específico de vídeo autobiográfico experimental feminista en el que la narración verbal es primaria y las imágenes sirven para ilustrar la narración  en Women's Fragmented Consciousness in Feminist Experimental Autobiographical Video".
"Las exploraciones personales de las mujeres establecen una estructura para cambio social y psicológico y se filman específicamente para combatir el patriarcado. La intención de la cineasta y sus protagonistas es política"

## Publicaciones destacadas
- Lesage, Julia. Jean-Luc Godard: A Guide to References and Resources. Boston: G.K. Hall 1979

- Making a Difference: University Students of Color Speak Out, with Abby Ferber, Deborah Storrs, and Donna Wong, (Rowman & Littlefield, 2002);
- Media, Culture, and the Religious Right, ed. with Linda Kintz (University of Minnesota Press, 1998);

### Artículos
- Feminist film criticism: Theory and practice. Women & Film (1974)

- The political aesthetics of the feminist documentary film (1978) Quarterly Review of Film & Video 507-523 Taylor & Francis Group
- Latin American and Caribbean Women in Film/Video. A Course File
- Women's fragmented consciousness in feminist experimental autobiographical video / Julia Lesage. en Feminism and documentary e Diane Waldman; Janet Walker. Minneapolis: University of Minnesota Press, [1999].
- Women make media: three modes of production / Julia Lesage  en The Social documentary in Latin America de Julianne Burton Pittsburgh: University of Pittsburgh Press, 1990.
- De cierta manera, de Sara Gómez: película dialéctica, revolucionaria y feminista. Discurso femenino actual. Adelaida López de Martínez. San Juan, P.R.: Editorial de la Universidad de Puerto Rico, 1995 Colección Mujeres de palabra, vol. 2.
- Artful racism, artful rape: Griffith's Broken Blossoms / Julia Lesage en Home is where the heart is : studies in melodrama and the woman's film Christine Gledhill; British Film Institute. London: British Film Institute, 1987.
- Coup pour coup: radical French cinema / Julia Lesage en Women and the cinema: a critical anthology Karyn Kay; Gerald Peary New York: Dutton, 1977
- Women's rage en Marxism and the interpretation of culture de Cary Nelson; Lawrence Grossberg 1988

## Vídeos
- In Plain English,
- Making a Difference,
- El Cracero,
- Troubadours,
- Las Nicas (Facets Multimedia, Chicago).
- Lamento